# Captura y utilización de carbono

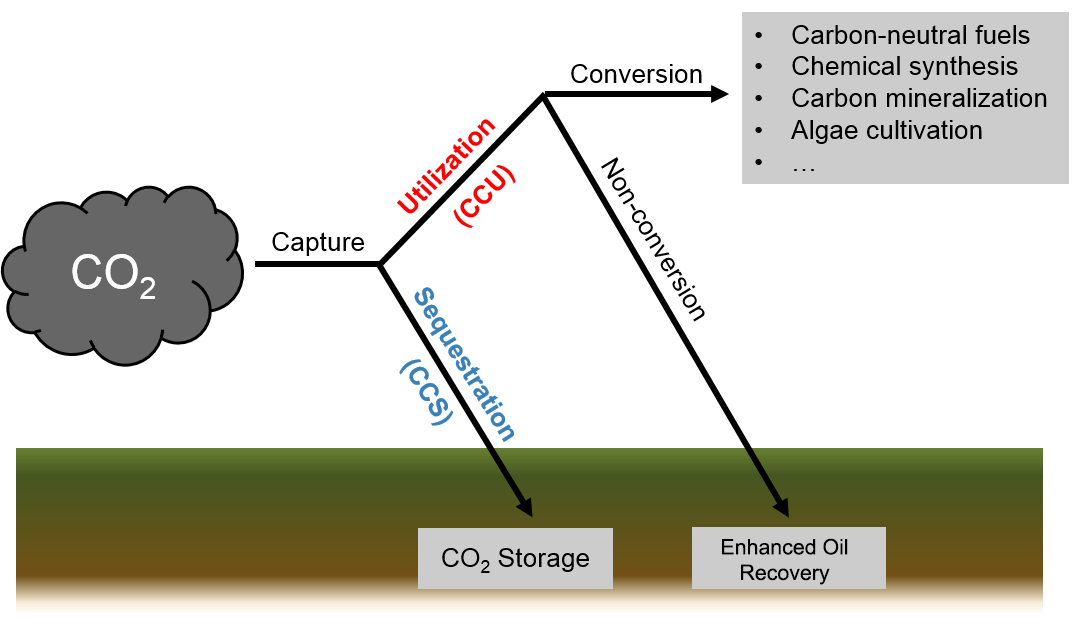
Comparación entre el almacenamiento (storage) y la utilización de dióxido de carbono capturado

La captura y utilización de carbono (CCU por sus siglas en inglés) es el proceso de capturar dióxido de carbono (CO2) y darle un uso diferente al almacenamiento. Es por tanto distinta de la captura y almacenamiento de carbono (CCS por sus siglas en inglés), a veces denominada "secuestro del carbono". 
La CCU puede ofrecer una respuesta al reto planetario de reducir significativamente las emisiones de gases de efecto invernadero de importantes emisores fijos (industriales). A diferencia de la CCS, la CCU no pretende el almacenamiento geológico permanente de dióxido de carbono ni resulta en él. En cambio, la CCU se propone convertir el dióxido de carbono capturado en sustancias o productos más valiosos, como plásticos, hormigón o biocombustible a la vez que mantiene la neutralidad de carbono de estas conversiones.
El CO2 capturado puede convertirse en 2 tipos de productos. Los del primer tipo se quemarán para generar energía y el CO2 volverá a la atmósfera: hidrocarburos, como metanol, para utilizar en biocombustibles y otras fuentes alternativas y renovables de energía. Los del segundo tipo tendrán un uso más permanente: plásticos, hormigón y reactivos para varias síntesis químicas.
A pesar de que en principio la CCU no resulta en la emisión neta de dióxido de carbono a la atmósfera, deben tenerse en cuenta varios aspectos importantes:
- La energía necesaria para producir combustibles sintéticos a partir del CO2 capturado no debería superar la energía liberada al quemar estos combustibles. Como el CO2 es una forma termodinámicamente estable del carbono, producir compuestos a partir de él es intensivo en energía.[4]
- Las dudas sobre la escala a la cual puede emplearse razonablemente la CCU son un argumento importante contra la inversión en esta tecnología.
- El grado de disponibilidad de otras materias primas para producir el compuesto que se estudia fabricar mediante CCU también tendría que considerarse antes de invertir en dicha tecnología.

Considerando las diferentes opciones potenciales para captura y utilización, la investigación sugiere que aquellas que implican sustancias químicas, combustibles y microalgas tienen un potencial limitado para extraer CO2 del aire, mientras que las que implican materiales de construcción y uso agrícola pueden ser más eficaces.
La rentabilidad de la CCU depende en parte del precio de carbono (lo que cuesta emitir CO2 a la atmósfera). Emplear CO2 capturado para fabricar productos comerciales útiles podría hacer la CCU financieramente viable.

### Biocombustible de microalgas

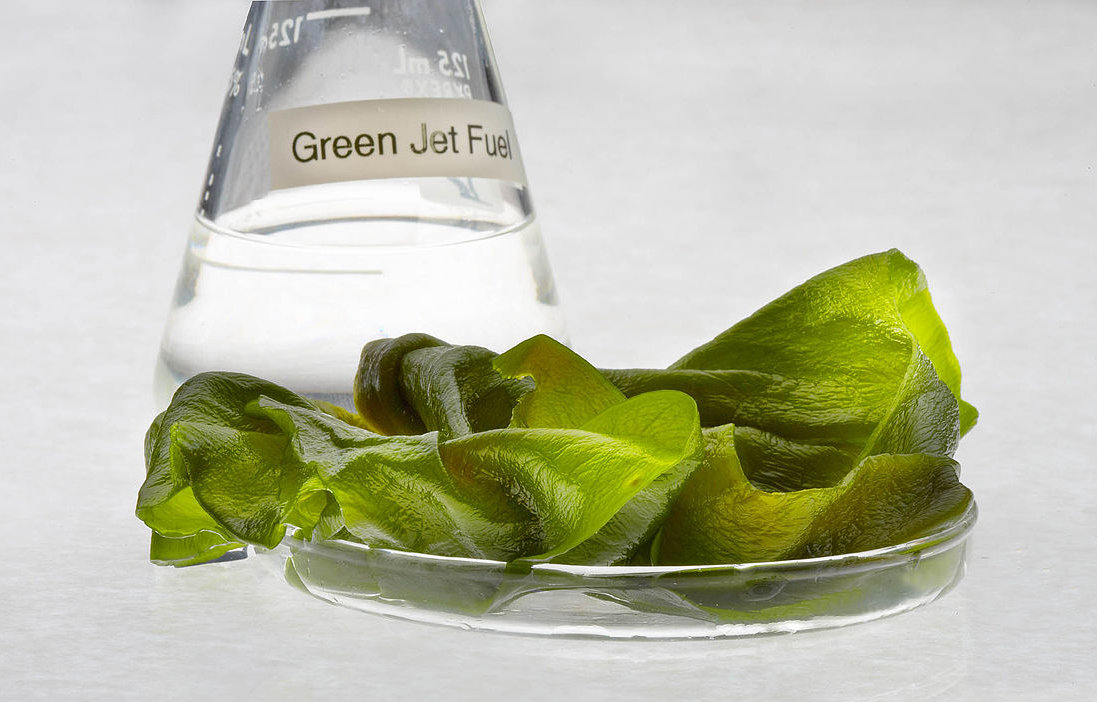
Se pueden producir combustibles a partir de algas

### Agricultura

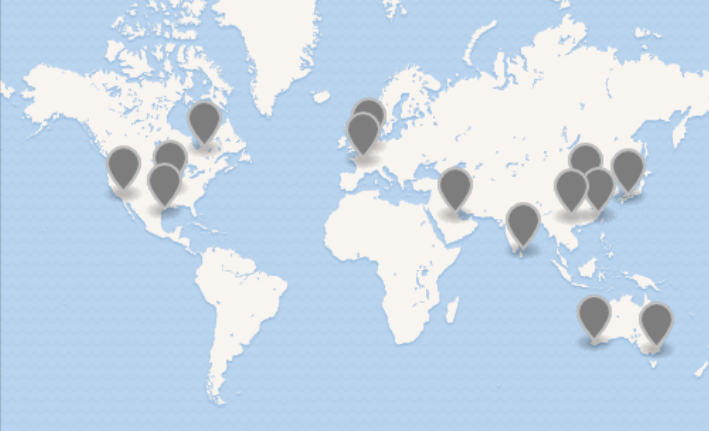
Localización de proyectos de captura y utilización de dióxido de carbono según el informe 2011 del Instituto Mundial para esta actividad.